# Cotorreta frontblava
La cotorreta frontblava (Touit dilectissimus) és una espècie d'ocell de la família dels psitàcids que habita zones boscoses des de l'est de Panamà, oest i nord-est de Colòmbia i nord-oest de Veneçuela, fins al nord-oest de l'Equador.